# Thomas Vinçotte
Thomas Vinçotte (Borgerhout, Antuérpia, 1850 — Schaerbeek, 1925) foi um escultor belga.

## Obras
- Estátua equestre do Arco do Triunfo em Bruxelas.